# Rhythmicon

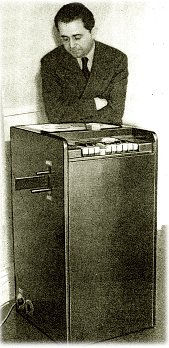
Rhythmicon zusammen mit dem Komponisten Joseph Schillinger

Das Rhythmicon oder Rhythmikon ist ein elektronisches Musikinstrument. Gebaut wurde es 1931 vom russischen Physiker Leon Theremin (eigentlich Lev Sergejewitsch Termen, 1896–1993) auf Anforderung des Komponisten und Theoretikers Henry Cowell.
Das Rhythmicon ist ein Tasteninstrument. Die linke äußere Taste bildet den Grundton zusammen mit dem Grundrhythmus, die weiteren eine Tonfolge, die in Tonhöhe und Rhythmus der Obertonserie des Grundtones entspricht. Die zweite Taste erzeugt also einen doppelt so hohen Ton wie die erste mit doppelt so raschem Rhythmus, die dritte einen Ton dreifacher Frequenz und eine dreifach schnellere Tonfolge usw.
Das Rhythmicon hat 17 Tasten und erzeugt die Töne wie eine Lochsirene mit optischer Abtastung. Zur Erzeugung der Rhythmen durchdringt Licht die Löcher in den rotierenden Scheiben und wird von Fotozellen ausgewertet.
Das Rhythmicon wurde unter anderem in einer Reihe von Filmen der 1950er und 1960er Jahre verwendet, darunter in Dr. Seltsam – oder: Wie ich lernte, die Bombe zu lieben.
Auch verschiedene Rockbands sollen es verwendet haben, zum Beispiel Pink Floyd in Atom Heart Mother, Arthur Brown in The Crazy World of Arthur Brown und die Tornados in Robot. Tangerine Dream nutzte Rhythmicon-Sequenzen im Album Rubycon (1975).